# إس إس-فرفوغونغزتروبه
إس إس-فرفوغونغزتروبه أوSS- Verfügungstruppe ( SS-VT ) تشكلت في عام 1934 كقوات مقاتلة للحزب النازي (NSDAP). في 17 أغسطس 1938، أصدر أدولف هتلر مرسومًا مفاده أن جهاز SS-VT لم يكن جزءًا من الشرطة ولا فيرماخت الألماني، بل كانوا رجالًا مدربين عسكريًا تحت تصرف الفوهرر. في وقت الحرب، كان من المفترض وضع SS-VT تحت تصرف الجيش.
كانت SS-VT متورطة في الغزو الألماني لبولندا في سبتمبر 1939. بحلول عام 1940، أصبحت هذه الوحدات العسكرية الخاصة، بالإضافة إلى وحدات أخرى، نواة قوات لفافن إس إس.

## التشكيل

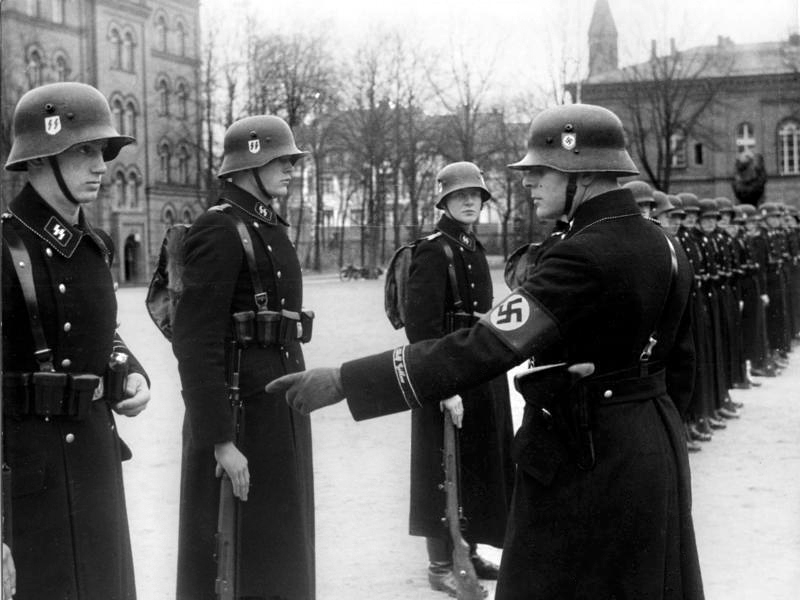
تفتيش في برلين في نوفمبر 1938

## العمليات المبكرة

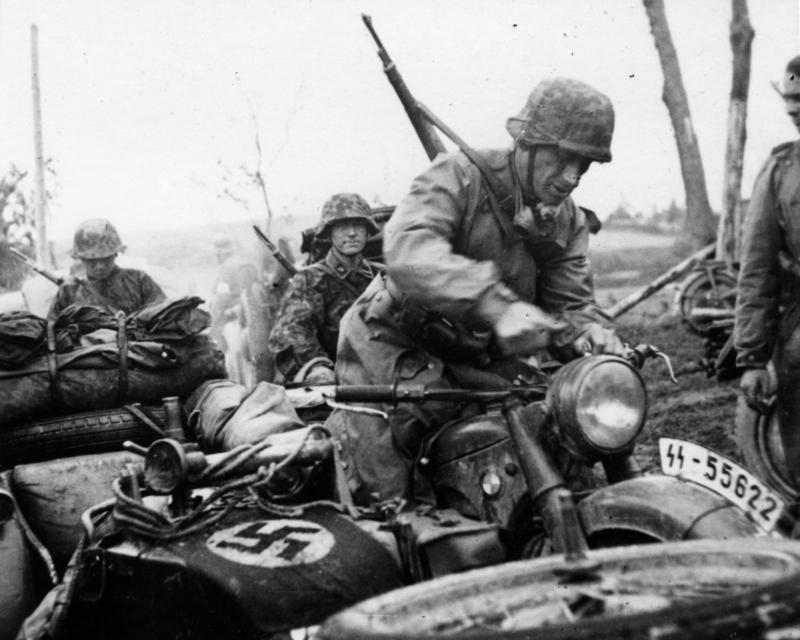
وحدة دراجة نارية من فرقة SS Panzer الثالثة Totenkopf في الاتحاد السوفيتي، 1941

في ديسمبر 1940 تم إزالة فوج جيرمانيا من Verfügungs -Division أستخدمت لتشكيل كادر من تقسيم جديد، تشكيل بانزر ويكن إس إس الخامسة.  كانت مؤلفة من معظم المتطوعين «من الشمال» من المناطق التي تم فتحها حديثًا، وهم الدنماركيون والنرويجيون والهولنديون والفلمنج.  بحلول بداية عام 1941، تم تغيير اسم جيرمانيا إلى ويكن مع إعطاء الأمر إلى Brigadeführer فيليكس شتاينر، القائد السابق لفوج SS-VT Deutschland.  تم تغيير اسم فرقة فيرفوجنز إلى رايخ (في عام 1942 داس رايخ ).  تم تقسيم قسم بوليزي تحت إدارة فافن-إس إس. تم توسيع Leibstandarte إلى تقسيم لعملية بارباروسا. 
عندما تم تخصيص فرق فافن إس إس بأعداد كبيرة في وقت لاحق من الحرب، تم الاعتراف بهذه التشكيلات الأولى، Leibstandarte و Das Reich و Totenkopf و Polizei و Wiking كأقسام SS من 1 إلى 5. 